# Geipi Polytech
Ne doit pas être confondu avec Concours communs polytechniques ou Réseau Polytech.
Le concours Geipi Polytech est un concours commun d'entrée dans 35 écoles d'ingénieurs publiques post-bac en France. Il est ouvert aux élèves en terminale générale ayant un parcours scientifique, aux élèves en terminale technologique filières STI2D et STL ainsi qu'aux titulaires d'un baccalauréat obtenu l'année précédente dans l'une de ces trois filières.

## Historique
Le concours Geipi Polytech est issu de l'association du groupe des écoles publiques d'ingénieurs à préparation intégrée (GEIPI) — composé d'AgroSup Dijon, l'EEIGM, l'ENSGSI, l'ISAT, l'ISEL, l'ISTY, Sup Galilée, IMT Nord-Europe et Télécom Saint-Étienne — et du réseau Polytech — quant à lui constitué des écoles Polytech Marseille, Polytech Clermont-Ferrand, Polytech Annecy-Chambéry, Polytech Grenoble, Polytech Dijon, Polytech Angers, Polytech Lille, Polytech Montpellier, Polytech Nantes, Polytech Nice-Sophia, Polytech Orléans, Polytech Tours et Polytech Sorbonne, Polytech Nancy. Cette fusion, qui a lieu en 2009, permet de proposer aux élèves de terminale scientifique un concours d'entrée commun à ces 23 écoles d'ingénieurs publiques post-bac. Cette année-là 7082 candidats de filière scientifique s'inscrivent pour 1 700 places offertes dans les 23 écoles.
Le nombre d'écoles présentes dans le groupe augmente peu à peu. En 2010, deux écoles intègrent le réseau : Polytech Lyon et Polytech Paris-Saclay, suivies en 2011 par l'ENSIM. Pour la rentrée 2014, l'ESISAR rejoint le concours. L'ENIT et l'ESGT font de même l'année suivante. L'ESIROI et l'ENSIBS intègrent respectivement le groupe en 2016 et 2017,. En 2018, l'ENIM et l'ENIB entrent dans le réseau. En 2019, l'ENISE intègre le groupement. En 2022, l'ESIR rejoint le concours. Le réseau Geipi Polytech est alors composé de 35 écoles d'ingénieurs publiques françaises post-bac.
Depuis 2013, et afin de répondre à la demande croissante d'ingénieurs en France, le concours Geipi Polytech crée des épreuves spécifiques aux bacheliers technologiques sciences et technologies de l'industrie et du développement durable (STI2D) et sciences et technologies de laboratoire (STL) avec 400 places la première année.
À la suite de la réforme du bac 2021, le groupe Geipi Polytech adapte son concours au nouveau baccalauréat général.

### Évolution du nombre de candidats et du nombre de places
| 2009  | 2010  | 2011  | 2012   | 2013     | 2014     | 2015     | 2016   | 2017   | 2019   | 2020   |
| ----- | ----- | ----- | ------ | -------- | -------- | -------- | ------ | ------ | ------ | ------ |
| 7 082 | 8 773 | 9 724 | 10 354 | 12 242 , | 14 200 , | 15 258 , | 16 151 | 16 951 | 21 115 | 22 521 |

| 2021 | - | - | - | - | - | - | - | - | - | - |
| ---- | - | - | - | - | - | - | - | - | - | - |
| -    | - | - | - | - | - | - | - | - | - | - |

| 2009  | 2010  | 2011  | 2012  | 2013  | 2014  | 2015  | 2016  | 2017  | 2018    | 2019  |
| ----- | ----- | ----- | ----- | ----- | ----- | ----- | ----- | ----- | ------- | ----- |
| 1 700 | 2 000 | 2 056 | 2 214 | 2 700 | 3 000 | 3 100 | 3 113 | 3 175 | 3 417 , | 3 581 |

| 2020   | 2021  | - | - | - | - | - | - | - | - | - |
| ------ | ----- | - | - | - | - | - | - | - | - | - |
| 3 591, | 3 756 | - | - | - | - | - | - | - | - | - |

### Identité visuelle
Jusqu'en 2011, le logo du concours Geipi Polytech est l'association des logos du groupe Geipi et du réseau Polytech. À partir de cette année-là, le concours bénéficie de son propre logo, qui est mis au goût du jour en 2017.

Logo du groupe Geipi.
Logo du réseau Polytech.
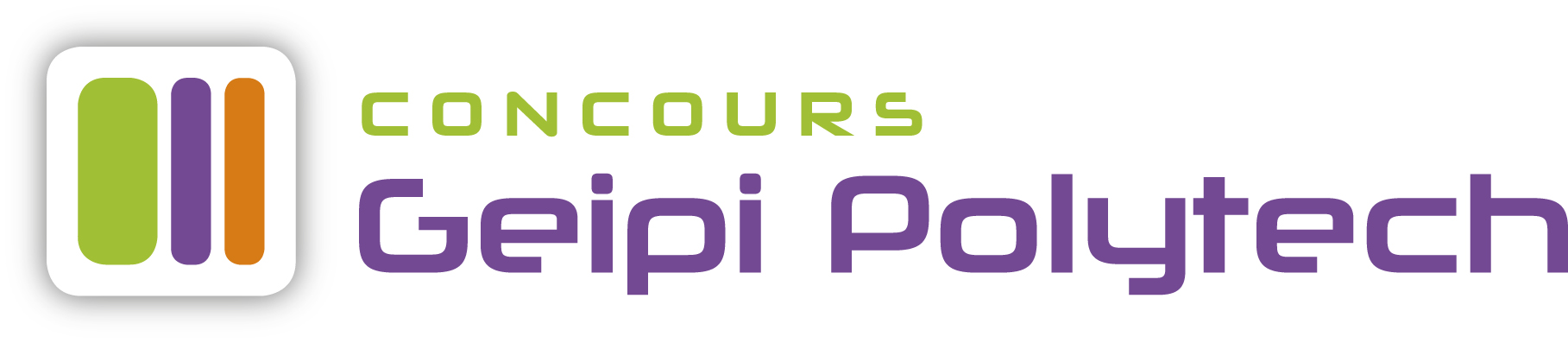
Logo du concours Geipi Polytech de 2011 à 2017.
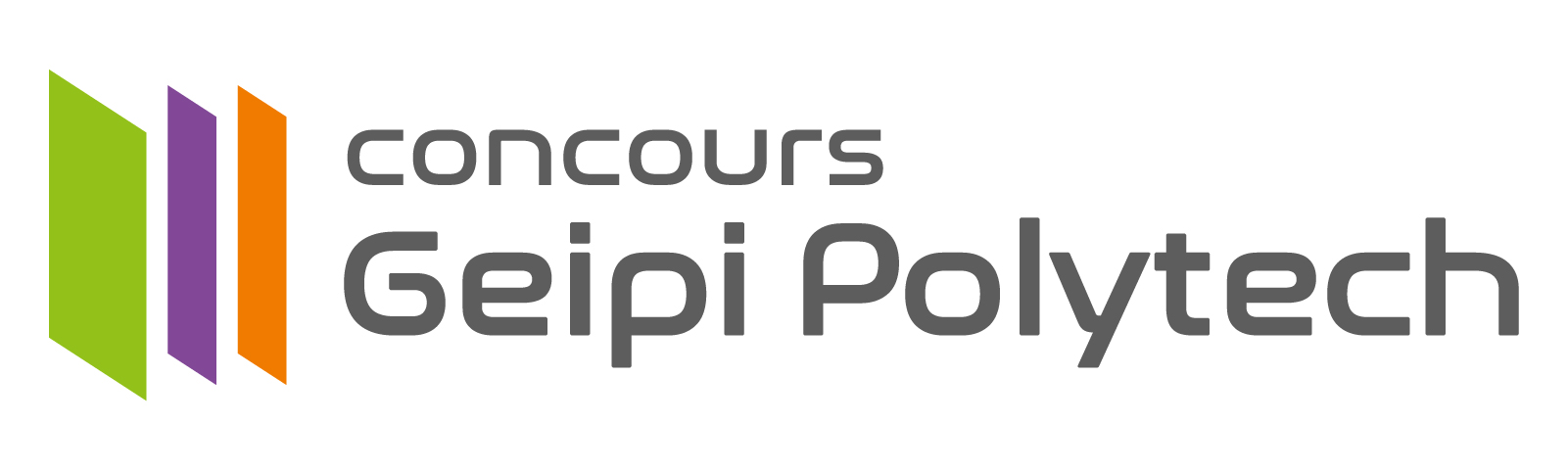
Logo du concours Geipi Polytech depuis 2017.

## Le concours
Geipi Polytech organise un concours commun aux 35 écoles d'ingénieurs publiques françaises post-bac qui délivrent toutes un diplôme reconnu par la commission des titres d'ingénieur (CTI) : il est aux normes européennes et confère le grade de master (attribution de 300 crédits ECTS). Les inscriptions au concours Geipi Polytech se font sur le site d'admission Parcoursup et s'élèvent à 60€ (gratuit pour les boursiers). Deux types de concours sont organisés : un premier pour les bacheliers généraux ayant un parcours scientifique et un second pour les bacheliers technologiques STI2D et STL. Les élèves préparant un baccalauréat scientifique européen, un Abibac, Bachibac, Esabac, les élèves inscrits au CNED et les candidats libres peuvent s'inscrire au Concours Geipi Polytech. Il n'accepte en revanche pas les élèves de baccalauréat international ou étranger.
De plus en plus d'organismes privés proposent des entraînements au concours Geipi Polytech aux candidats. Néanmoins aucun d'entre eux n'est reconnu par Geipi Polytech. En effet, les épreuves mises en place pour le concours se basent uniquement sur le programme de terminale de générale : une maîtrise du programme suffit pour réussir le concours. Par ailleurs, les annales du concours sont disponibles gratuitement sur le site officiel de Geipi Polytech.

### Concours bac général
Le concours bac général est ouvert aux élèves de terminale générale et aux titulaires du baccalauréat général obtenu dans un lycée français ou dans un lycée homologué par l'AEFE l'année précédente. Pour passer le concours, il est conseillé d'avoir suivi un parcours scientifique en première et terminale. En classe de première, les spécialités mathématiques et physique-chimie sont nécessaires, le 3e enseignement de spécialité restant libre de choix. En classe de terminale, la spécialité mathématiques est de mise (ou à défaut l'option maths complémentaires), complétée par l'un des enseignements de spécialité scientifique au choix : physique-chimie, sciences de la vie et de la terre, numérique et sciences informatiques, sciences de l'ingénieur ou biologie écologie.
Une étude de dossier est effectuée pour chaque candidat sur les notes de, :
- Spécialité mathématiques de première ;
- Spécialité physique-chimie de première ;
- Anglais de terminale ;
- Épreuves de baccalauréat de français ;
- Spécialité mathématiques de terminale + la 2e spécialité scientifique suivie en terminale parmi physique-chimie, numérique et sciences informatiques, sciences de la vie et de la terre, sciences de l'ingénieur, biologie-écologie ;
- Option mathématiques complémentaires pour les candidats qui n'ont pas suivi la spécialité mathématiques en terminale ;

Tous les candidats sont convoqués à une épreuve écrite. Elle comporte un sujet de mathématiques (QCM) et deux sujets à choisir parmi les spécialités : mathématiques, physique-chimie, numérique et sciences informatiques, sciences de la vie et de la terre ou sciences de l'ingénieur .
Le concours bac général offre plus de 3 750 places, dans les 35 écoles. Tous les candidats reçus intègrent alors une formation d’ingénieur en cinq ans. Les deux premières années font office de cycle préparatoire intégré.

### Concours bac technologique
Le concours bac technologique est ouvert aux élèves de terminale STI2D et STL et aux titulaires du baccalauréat STI2D ou STL obtenu dans un lycée français ou dans un lycée homologué par l'AEFE l'année précédente.
Une étude de dossier est effectuée pour chaque candidat sur les notes de :
- Mathématiques de première et terminale ;
- Spécialité physique-chimie et mathématiques de première et terminale ;
- Anglais de première et terminale ;
- Épreuves de baccalauréat de français ;
- 2e spécialité choisie en terminale parmi les spécialités Ingénierie, innovation et développement durable ou Sciences physiques et chimiques en laboratoire ;

Puis seuls les dossiers retenus sont convoqués à un entretien de motivation. L'entretien de motivation, d’une durée de 25 minutes, est similaire à celui des bacs généraux dans ses objectifs.
170 places sont offertes dans 12 écoles. À l'ENIM, l'ESGT et l'ESIROI, les candidats reçus sont directement intégrés dans l'école comme les candidats issus de bac général. Dans les 9 autres écoles, ils étudient dans un IUT ou une université partenaire pendant les deux premières années puis intègrent la formation d'ingénieur pour les trois dernières années.

## Écoles
- AGROSUP Dijon (Dijon) : S
- EEIGM (Nancy) : S
- ENIB (Brest) : S, STI2D
- ENIM (Metz) : S, STI2D
- ENISE (Saint-Étienne) : S
- ENIT (Tarbes) : S, STI2D
- ENSGSI (Nancy) : S
- ENSIBS (Lorient-Vannes) : S
- ENSIM (Le Mans) : S, STI2D, STL
- ESGT (Le Mans) : S
- ESIR (Rennes) : S

- ESIROI (Saint-Denis, La Réunion) : S, STI2D
- Esisar (Valence) : S
- IMT Lille Douai (Lille) : S
- ISAT (Nevers) : S, STI2D
- ISEL (Le Havre) : S
- ISTY (Versailles) : S
- Polytech Angers (Angers) : S, STI2D
- Polytech Annecy-Chambéry (Annecy) : S, STI2D
- Polytech Clermont-Ferrand (Clermont-Ferrand) : S, STI2D
- Polytech Dijon (Dijon) : S
- Polytech Grenoble (Grenoble) : S, STI2D, STL
- Polytech Lille (Lille) : S, STI2D
- Polytech Lyon (Lyon) : S, STI2D
- Polytech Marseille (Marseille) : S, STI2D, STL
- Polytech Montpellier (Montpellier) : S, STI2D
- Polytech Nancy (Nancy) : S
- Polytech Nantes (Nantes) : S, STI2D, STL
- Polytech Nice Sophia (Nice) : S
- Polytech Orléans (Orléans) : S, STI2D
- Polytech Sorbonne (Paris) : S
- Polytech Paris-Saclay (Paris) : S, STI2D, STL
- Polytech Tours (Tours) : S, STI2D
- Sup Galilée (Paris) : S
- Télécom Saint-Étienne (Saint-Étienne) : S